# مودو دياني
مودو دياني (مواليد 3 يناير 1994) لاعب كرة قدم سنغالي. يجيد اللعب في خط الدفاع.

## روابط خارجية
- مودو دياني على موقع قاعدة بيانات كرة القدم.إي يو (الإنجليزية)
- مودو دياني على موقع Soccerway.com (الإنجليزية)
- مودو دياني على موقع عالم كرة القدم.نت (الإنجليزية)
- مودو دياني على موقع AS.com (الإسبانية)